# Sphaenorhynchus botocudo
Espèce
Sphaenorhynchus botocudo est une espèce d'amphibiens de la famille des Hylidae.

## Répartition
Cette espèce est endémique de l'État de Espírito Santo au Brésil. Elle se rencontre dans la municipalité de Mucurici.

## Publication originale
- Caramaschi, Almeida & Gasparini, 2009 : Description of two new species of Sphaenorhynchus (Anura, Hylidae) from the State of Espírito Santo, Southeastern Brazil. Zootaxa, no 2115, p. 34–46.